# 尖沙咀東巴士總站
尖沙咀東巴士總站（英文：Tsim Sha Tsui East Bus Terminus）是香港一個有蓋巴士總站，位於尖沙咀東康宏廣場地下，鄰近科學館道，毗鄰香港科學館、香港理工大學及香港海底隧道九龍出口。

## 總站路線資料

### 九龍巴士13X線
- 寶達 ↔ 尖沙咀東
- 彩福邨 → 尖沙咀東(特別班次)

1988年5月16日投入服務，途經秀茂坪邨、曉麗苑、聯合醫院、樂華邨、淘大花園、啟業邨（平日繁忙時間除外）、麗晶花園（平日繁忙時間除外）、啟德隧道、東九龍走廊、彌敦道。

### 九龍巴士26、26X線
26
- 順天 ↔ 尖沙咀東

1982年10月26日投入服務，為居民提供直接往返商業中心的服務，亦方便住在四順區的上班一族返家。本線是第4條四順區的巴士路線。
26X
- 順天 ↔ 尖沙咀東

2018年9月7日投入服務，起訖點跟26線相同，但新蒲崗至紅磡之間不停站，只於平日繁忙時間服務。

### 九龍巴士35A、35X線
35A
- 安蔭 ↔ 尖沙咀東

於1970年6月15日投入服務，途經石蔭邨、石籬邨、華員邨、青山公路－葵涌段、長沙灣、深水埗、旺角、油麻地、佐敦及尖沙咀。
35X
- 葵涌（安蔭） ↔ 尖沙咀東

2015年3月23日投入服務，為35A特快線，只於平日繁忙時間服務。

### 九龍巴士41A線
- 青衣（長安邨） ↔ 尖沙咀東

於1989年9月1日投入服務，途經青衣邨、青衣南橋、青葵公路、西九龍走廊（只限去程）、大角咀（只限回程）、旺角、油麻地、佐敦及尖沙咀。

### 九龍巴士98D線
- 坑口（北） ↔ 尖沙咀東
- 康城站 → 尖沙咀東（特別班次）

1992年8月3日投入服務，途經東九龍走廊、啟德隧道及觀塘繞道，為坑口及寶琳居民提供來往尖沙咀及佐敦的特快服務，是首條行走將軍澳隧道的非過海全日服務路線。

### 九龍巴士98P線
- 康盛花園 → 尖沙咀東
尖沙咀東 → 坑口（北）

於2000年9月15日投入服務，2012年7月3日增設下午回程服務，上午班次途經翠林邨、寶琳、將軍澳隧道、觀塘繞道、啟德隧道、東九龍走廊、佐敦及尖沙咀，下午班次途經尖沙咀、佐敦、紅磡、東九龍走廊、啟德隧道、觀塘繞道、寶達邨、康盛花園、翠林邨、寶琳及坑口，只於平日繁忙時間提供服務，為九龍巴士98D線的特別班次。

### 九龍巴士208線
- 廣播道 ↔ 尖沙咀東

1975年2月17日投入服務，在《2010-11年巴士路線發展計劃中》，建議本路線縮短路線至油麻地站（永星里），並改為循環運作，惟至今仍未實施以上安排。

### 城巴796P線
- 將軍澳站 ↔ 尖沙咀東

2011年8月15日起投入服務，為796X的特快班次，途經尖沙咀、東九龍走廊、啟德隧道、尚德、調景嶺及將軍澳南。

### 城巴796X線
- 將軍澳工業邨 ↔ 尖沙咀東
- 將軍澳站 ↔ 尖沙咀東（特別班次）

1999年5月17日起投入服務，前身為九巴296X線。2011年3月6日延長路線至尖沙咀東，並以此站作為總站。2011年8月14日延長至康城站公共運輸交匯處，2017年9月25日起延長至將軍澳工業邨。途經日出康城、清水灣半島、將軍澳南、將軍澳市中心、尚德、調景嶺、觀塘繞道、新蒲崗、九龍城、土瓜灣及紅磡。

## 車坑分佈
| 車坑分佈（以入口最左邊起計）                                             | 車坑分佈（以入口最左邊起計） | 車坑分佈（以入口最左邊起計） | 車坑分佈（以入口最左邊起計） |
| 車坑編號                                                                 | 車坑數目                     | 路線                         |                              |
| ------------------------------------------------------------------------ | ---------------------------- | ---------------------------- | ---------------------------- |
| 1                                                                        | 單坑                         | 九龍巴士208線                |                              |
| 2                                                                        | 單坑                         | 九龍巴士41A線                |                              |
| 3                                                                        | 單坑                         | 九龍巴士13X線                |                              |
| 4                                                                        | 單坑                         | 九龍巴士98D、98P線           |                              |
| 5                                                                        | 雙坑                         | 九龍巴士26、26X線            |                              |
| 建築分隔，並有九巴站長室、茶水站及公廁等設施，兩組車坑之間有行人通道連接 |                              |                              |                              |
| 6                                                                        | 雙坑                         | 九龍巴士35A、35X線           |                              |
| 7                                                                        | 雙坑                         | 城巴796P、796X線             |                              |

## 外部連結
- 九巴
- 尖沙咀東巴士總站 （页面存档备份，存于），城巴／新巴